# Harpe (Schnega)
Harpe ist ein Ortsteil der Gemeinde Schnega im Landkreis Lüchow-Dannenberg in Niedersachsen. 
Das Dorf liegt südlich des Kernbereichs von Schnega an der südlich verlaufenden Landesgrenze zu Sachsen-Anhalt. Die Wustrower Dumme, ein linker Nebenfluss der Jeetzel, fließt durch den Ort. Nördlich und nordöstlich von Harpe erstreckt sich das 650 ha große Naturschutzgebiet Obere Dummeniederung.

## Geschichte
Am 1. Juli 1972 wurde Harpe in die Gemeinde Schnega eingegliedert.